# Попов, Иван Петрович (писатель)
 Иван Петрович Попов  (1836, г. Новочеркасск — 1906) — русский поэт, журналист, издатель.

## Биография
Иван Петрович Попов родился в городе Новочеркасске области Воска Донского в семье войскового старшины. Окончил Новочеркасскую гимназию, потом — юридический факультет Харьковского университета. Получил степень кандидата прав.
Будучи гимназистом, написал повесть «Азовское сидение». После окончания университета работал секретарём Областного статистического комитета. По роду работы занимался сбором материалов и их публикацией в «Сборнике областного Войска Донского статистического комитета».
В 1887 года Иван Попов основал и издавал собственную газету «Донская речь». Его газета стала одной из крупнейших на юге России, в ней печатались А. И. Куприн, К. А. Тренев, А. С. Попов (Серафимович) и др.
Другим его начинанием явилось основание журнала «Дон», выпуск которого он начал с 1887 года. Журнал просуществовал около года и закрылся по причине отсутствия средств.

## Творчество
Иван Петрович Попов писал стихи, исторические заметки и публицистические статьи. Его произведения публиковались в «Казачьем вестнике», «Таганрогском вестнике», в московских и петербургских журналах «Будильник», «Гусли», «Спутник», «Развлечение». Основной темой его произведений было знакомое ему Донское казачество, его история.